# Raúl de Guader
Raúl de Guader también Ralph de Gäel, Ralph Waher, Ralph de Montfort (c. 1039-1096), fue un caballero bretón convertido en noble de la órbita normanda, conde de Anglia Oriental y Cambridge. Era hijo de Raúl el Inglés, conde de Estanglia. Se sumó a las fuerzas de Guillermo II de Normandía en la conquista de Inglaterra junto a Néel II de Cotentín, y participó en la batalla de Hastings. Fue recompensado en 1073 con los condados de Suffolk y Norfolk. Fue responsable del inicio de las obras del castillo de Norwich, que implicaron la destrucción de numerosas casas y dos iglesias.
Fue uno de los señores que, respaldado por Roger de Breteuil y Waltheof, conde de Northumbria participaron en la rebelión de los Condes contra Guillermo I de Inglaterra en 1075 debido a la negativa del rey a sancionar su matrimonio con Emma de Breteuil. Tras el fracaso de la rebelión, le arrebataron su título y sus tierras. Muchas propiedades pasaron a manos de Roger Bigod de Norfolk y el castillo pasó a manos de la Corona como así se refleja en el Libro Domesday donde aparecen sus propiedades como «decomisadas». Sus propiedades de Norfolk fueron entregadas a Pierre de Valognes. En 1078 Raúl se refugió en Bretaña con su esposa, donde tenía un vasto feudo y propiedades que incluían 40 parroquias.
Participó en la primera cruzada y peregrinación a Tierra Santa con su esposa Emma de Breteuil. Ambos murieron durante el trayecto hacia Palestina.

## Herencia
Tuvo tres hijos de su relación con Emma:
- Guillermo de Guader (c. 1076-?), reclamó la herencia de Breteuil tras la muerte de su tío Guillermo de Breteuil;[10]
- Alain de Gael (m. 1096), acompañó a sus padres a Tierra Santa durante la primera cruzada. Murió en Palestina;
- Raúl de Montfort (Raúl II de Gaël), señor de Gaël y de Montfort (c. 1073-1143).